# Zbiornik retencyjny Srebrzysko
Zbiornik Srebrzysko lub „Srebrniki” (niem. Silberhammer) – zabezpieczenie przeciwpowodziowe Gdańska na Strzyży.

## Rys historyczny

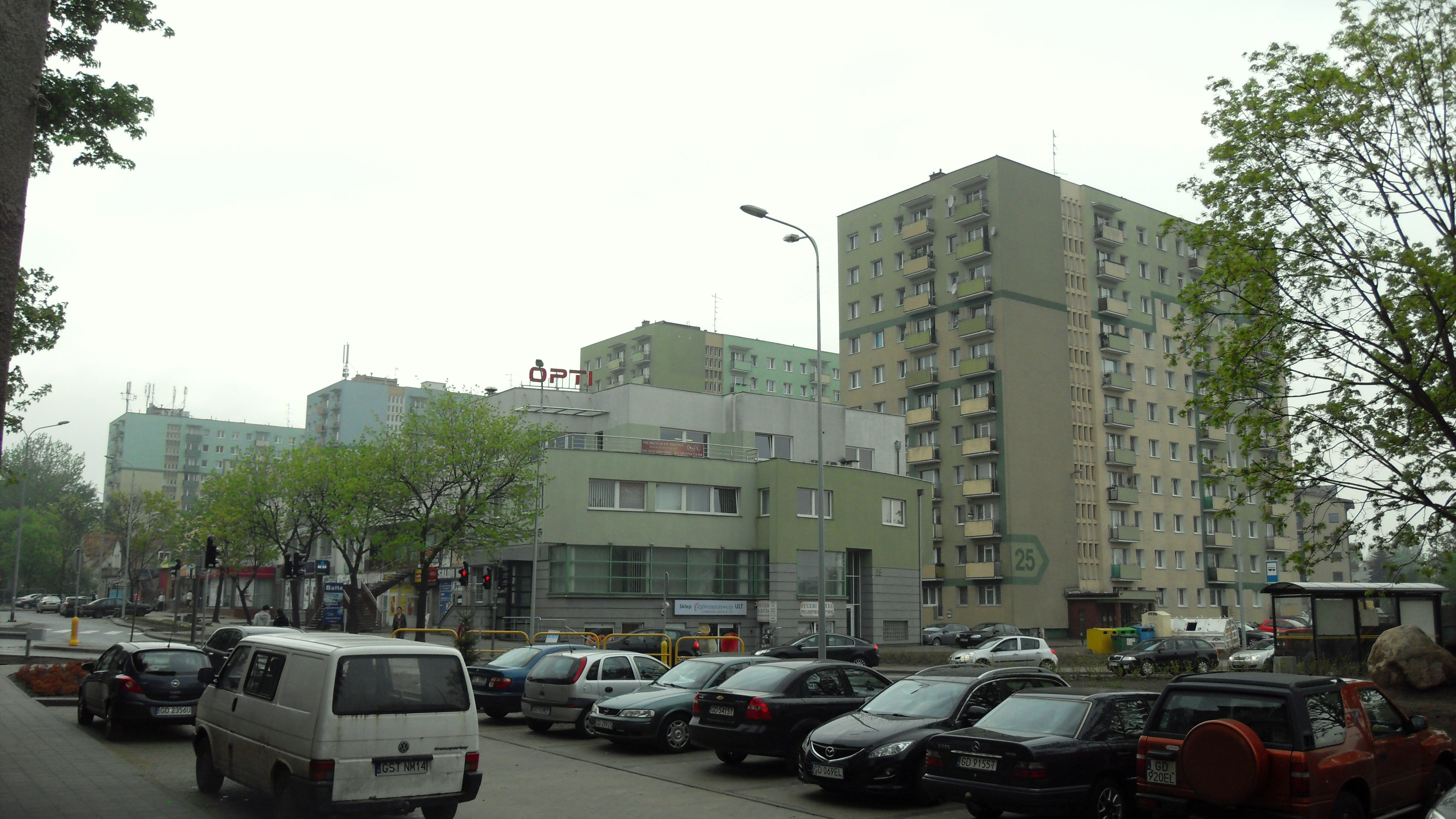
Budynki przy ul. Słowackiego, na miejscu dawnego zbiornika

Strzyża posiadała zbiornik retencyjny usytuowany na zbiegu ul. Słowackiego i ul. Chrzanowskiego, który zlikwidowano uzyskując teren pod budowę 10-piętrowych budynków (nr 25, 27, 29, 45) oraz pawilonów handlowych (nr 37, 39 ul. Słowackiego). W zamian został wykonany w latach sześćdziesiątych, początkowo jako zbiornik suchy na terenie dawnego stawu młyńskiego nieistniejącej kuźni srebra Piotra von der Rennena. Wbudowany w groblę mnich umożliwiał zatrzymanie gwałtownych przyborów wód opadowych. W latach 1991–1993 zbiornik zmodernizowano i przebudowano na przepływowy. Pojemność zbiornika wynosiła około 30 tys. m³. Nadmiar przepływu miał być retencjonowany powyżej zbiornika. Sytuację znacznie pogorszyła zabudowa Matarni, Złotej Karczmy, Matemblewa, Niedźwiednika, Rębiechowa, co znacznie zmieniło charakter zlewni Strzyży i zwiększyło spływ wody. Na przykład z dachów i z utwardzonych jezdni współczynnik spływu = 0,90 – 0,95, z terenów zielonych = 0,00 – 0,10.
9 lipca 2001 nastąpiło przepełnienie zbiornika i około godz. 23 przerwanie jego części czołowej, gwałtowne całkowite opróżnienie zbiornika oraz spływ olbrzymich ilości wody wzdłuż ulicy Słowackiego, która stała się rwącym potokiem.

## Przebudowa
W ramach budowy Trasy Słowackiego przebudowano przepust wałowy nad pasem drogowym łączącym przelew ze zbiornika retencyjnego i okalający zbiornik odcinek Strzyży.
W ramach programu „Ochrona Wód Zatoki Gdańskiej” do 30 maja 2012 dokonano:
- przebudowy zbiornika, zwiększając maksymalną pojemność retencyjną do 64 500 m³.
- przebudowano powierzchniowy przelew awaryjny,
- wyregulowano okalający zbiornik odcinek Strzyży na długości 475 m,
- wybudowano nowy mnich do regulacji przepływu na zbiornik,
- wybudowano drogę eksploatacyjną wokół zbiornika z placami odciekowymi,
- zagospodarowano teren przyległy poprzez nasadzenie drzew i krzewów oraz trawników.

W ramach budowy Pomorskiej Kolei Metropolitalnej przebudowano przepust wałowy prefabrykowany na koryto Strzyży.
Obiekt jest administrowany przez Gdańskie Wody Sp. z o.o.
Polski Związek Wędkarski dokonał zarybienia akwenu.